# Tabala
Tabala (àrab: تبالة, Tabāla) és un uadi de l'Aràbia Saudita, al nord de la regió d'Asir. Una antiga població amb el mateix nom era a uns 200 km de la costa. Aquesta vila antiga figura a la literatura del Profeta amb relació a dues expedicions el 629 i el 630. Els seus habitants aleshores eren quraixites.